# Hôtel du Châtelet
L'Hôtel du Châtelet è uno storico edificio situato al 127 di rue de Grenelle nel 7º arrondissement di Parigi. L'edificio ospita la sede del Ministero del Lavoro e la residenza ufficiale del ministro.

## Storia

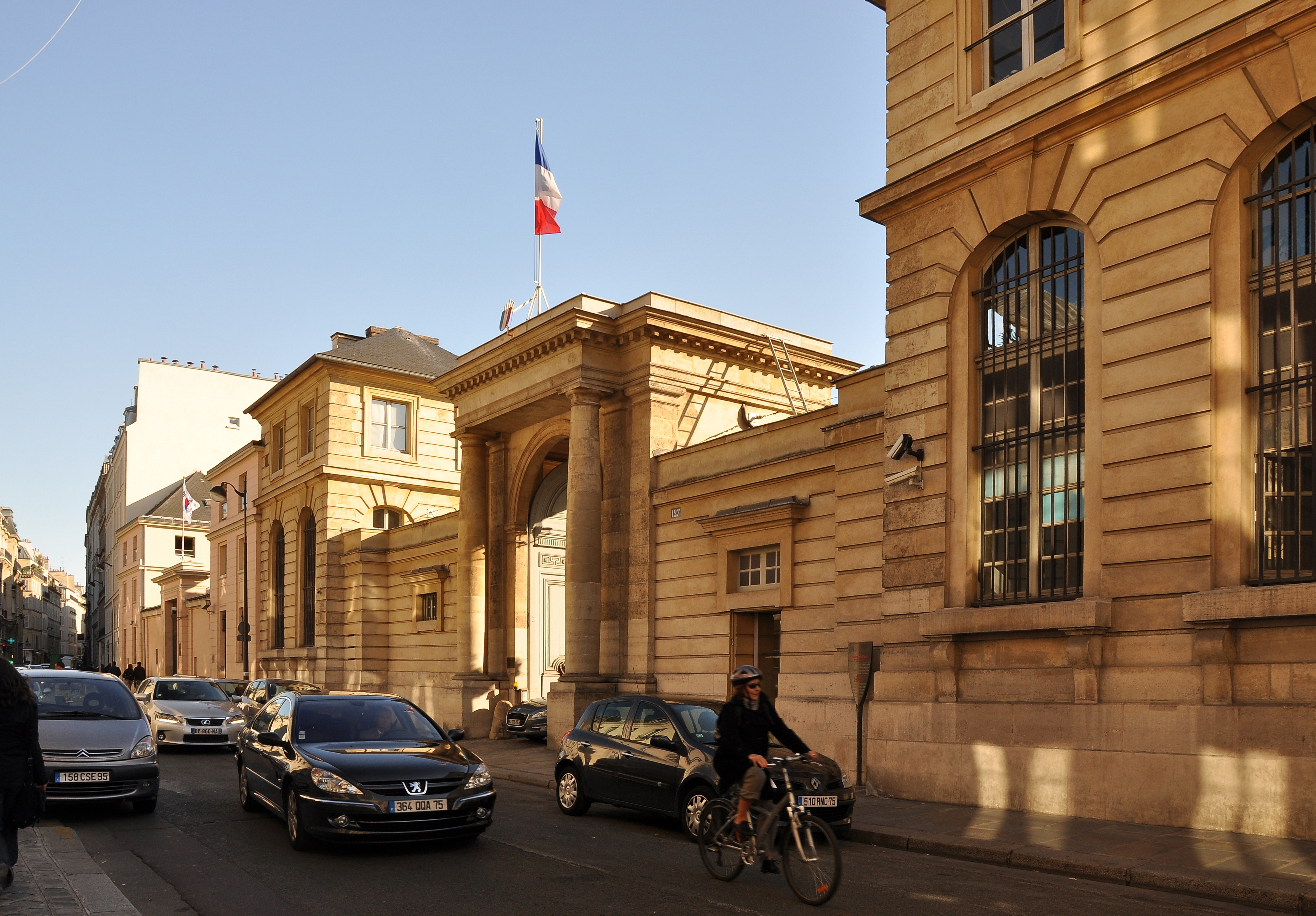
Porta d'ingresso all'edificio

L'Hôtel du Châtelet fu progettato dall'architetto Mathurin Cherpitel nel 1770 su commissione del duca Louis Marie Florent du Châtelet e completato nel 1776. Dopo che il duca fu ghigliottinato nel 1793, la casa fu iscritta nell'elenco degli edifici civili e servì dal 1796 al 1807 come quartier generale della École nationale des Ponts et Chaussées.
Dal 1807 al 1830 fu utilizzato dalla famiglia imperiale. Tra il 1830 e il 1849 ospitò l'ambasciata turca e poi l'ambasciata austriaca. Nel 1849 il governo di Napoleone III pagò i lavori di ristrutturazione e donò l'edificio all'arcivescovo di Parigi, il cui palazzo che ospitava la precedente sede, era stato distrutto da un incendio nel 1831. Dal 1849 al 1905, la parte principale dell'edificio servì da residenza arcivescovile.
In base alla legge francese del 1905 sulla separazione dei poteri tra la chiesa e lo stato, l'edificio tornò sotto la proprietà dell'erario, che lo concedette nel 1907 a quello che all'epoca era chiamato Ministero del Lavoro e della previdenza sociale. Dopo il restauro nel 1908, divenne il quartier generale del ministero. Nel settembre 1911 venne classificato come monumento storico. Nel 1968 fu la sede della firma degli accordi Grenelle.